# جوان بلاكهام
جوان بلاكهام (بالإنجليزية: Joan Blackham)‏ هي ممثلة بريطانية، ولدت في 1946 بولفرهامبتن في المملكة المتحدة.

## أعمال

### أفلام
- (2001) مذكرات بريدجيت جونز[6]
- (2015) الكفاح من أجل سيفاستوبول

## وصلات خارجية
- جوان بلاكهام على موقع IMDb (الإنجليزية)
- جوان بلاكهام على موقع ألو سيني (الفرنسية)
- جوان بلاكهام على موقع أول موفي (الإنجليزية)
- جوان بلاكهام على موقع أول موفي (الإنجليزية)
- جوان بلاكهام على موقع قاعدة بيانات الفيلم (الإنجليزية)
- جوان بلاكهام على موقع كينوبويسك (الروسية)